# 3703-as busz
A 3703-as jelzésű autóbuszvonal Miskolc és Bódvaszilas (Miskolc – Sajóecseg – Edelény – Bódvaszilas) között húzódó helyközi vonal, amelyet a Volánbusz Zrt. üzemeltet.

## Útvonala
A miskolci autóbusz-állomásról indul. A 26-os főúton halad Sajószentpéter felé, eközben az egykori Miskolci repülőtér, a szirmabesenyői és a sajókeresztúri elágazásokban, és a lerombolt BÉM mellett vezet útja. A vonal 9. kilométerén lekanyarodik Sajóecseg felé, aztán a Bódva menti Boldvára érkezik. Továbbmegy Borsodszirákra, majd a vonal első városa, Edelény jön, előtte a hozzákapcsolt Finke. Kilométereit ezentúl a 27-es főúton folytatja, a 94-es vasútvonallal párhuzamosan fekvő Szendrőlád következik. nem sokkal később a Cserehát nyugati részében Szendrőt szolgálja ki, itt Rudabánya és Galvács felé biztosított az utazás (általában magas várakozási időre kell számítani). Ezek után a szomszédos Szalonnán a Rakaca-patak kisfalvai bekapcsoltak (4121-es busz) a város felé való eljutásra, több alkalommal vonalközi végállomás. Perkupán és a külterületén fekvő Jósvafő-Aggtelek vasútállomáson az Aggtelek-Rudabányai-hegység községei érhetőek el, végül a megyeszékhelytől számított 60 kilométeren belül Bódvaszilasra, a vonalnak végállomására ér.

## Közlekedése
Indításszáma nem jelentős, a szakaszt a 3707-es busz szolgálja ki teljes egészében, Sajószentpéter érintésével Sajóecseg, Boldva és Borsodszirák helyett.
| Viszonylat                                       | Indításszám | Közlekedési rend |
| ------------------------------------------------ | ----------- | ---------------- |
| Miskolc, aut. áll. – Szalonna, bolt              | 1 vissza    | tanítási napokon |
| Miskolc, aut. áll. – Szalonna, bolt              | 1 pár       | szabadnapokon    |
| Miskolc, aut. áll. – Bódvaszilas, élelmiszerbolt | 1 pár       | naponta          |
| Bódvaszilas, vá. ➝ Miskolc, aut. áll.            | 1 oda       | munkanapokon     |

## Megállóhelyei
| 0                                   | Miskolc, autóbusz-állomás végállomás             | 0.0 km  | 1, 1G, 3, 3A, 4, 7, 11, 12G, 20, 20A, 24, 28, 32, 34G, 35, 43, 44, 45, 101B, 900, 914, 935 1050, 1053, 1369, 1372, 1373, 1374, 1375, 1376, 1377, 1380, 1381, 1383, 1384, 1410, 1411 3700, 3701, 3702, 3704, 3705, 3706, 3707, 3708, 3709, 3710, 3711, 3712, 3714, 3715, 3716, 3717, 3718, 3719, 3720, 3721, 3722, 3723, 3724, 3726, 3727, 3728, 3729, 3730, 3731, 3733, 3734, 3735, 3736, 3737, 3738, 3739, 3740, 3741, 3742, 3743, 3744, 3745, 3746, 3747, 3748, 3749, 3750, 3751, 3752, 3753, 3754, 3755, 3757, 3760, 3761, 3764, 3765, 3766, 3767, 3770, 3772, 3773, 3774, 3775, 3776, 3777, 4019 |
| 1                                   | Miskolc, Leventevezér utca                       | 1.2 km  | 3, 12, 12G, 14, 14G, 20, 36, 54, 914 3700, 3701, 3702, 3704, 3705, 3707, 3714, 3754, 3757, 3760, 3761, 3763, 3764, 3765, 3770, 3772, 3773, 3774, 3775, 3776, 3777 |
| 2                                   | Miskolc, megyei kórház                           | 1.9 km  | 3, 3A, 12, 12G, 14, 14G, 20, 24, 36, 54, 914 1369, 1384, 1410, 1411 3700, 3701, 3702, 3704, 3705, 3707, 3708, 3709, 3711, 3714, 3754, 3757, 3760, 3761, 3763, 3764, 3765, 3766, 3767, 3769, 3770, 3772, 3773, 3774, 3775, 3776, 3777 |
| 3                                   | Miskolc, repülőtér bejárati út                   | 2.8 km  | 3, 3A, 8, 12, 12G, 14, 14G, 20, 24, 36, 54, 240, 914 1369, 1384, 1410, 1411 3700, 3701, 3702, 3704, 3705, 3707, 3708, 3709, 3711, 3714, 3754, 3757, 3760, 3761, 3763, 3764, 3765, 3766, 3767, 3769, 3770, 3772, 3773, 3774, 3775, 3776, 3777 |
| 4                                   | Miskolc, Stromfeld laktanya                      | 3.9 km  | 1369, 1384, 1410, 1411 3700, 3701, 3702, 3704, 3705, 3707, 3708, 3709, 3711, 3714, 3754, 3757, 3760, 3761, 3763, 3764, 3765, 3766, 3767, 3769, 3770, 3772, 3773, 3774, 3775, 3776, 3777 |
| 5                                   | Szirmabesenyői elágazás                          | 5.0 km  | 3700, 3701, 3702, 3704, 3705, 3707, 3708, 3709, 3711, 3714, 3754, 3757, 3760, 3761, 3763, 3764, 3765, 3770, 3772, 3773, 3774, 3775, 3776, 3777, 3797 |
| 6                                   | Sajókeresztúr, ipari park bejárati út            | 6.9 km  | 3704, 3707, 3708, 3709, 3711, 3754, 3757, 3760, 3761, 3763, 3764, 3765, 3770, 3772, 3773, 3774, 3775, 3776, 3797 |
| 7                                   | Sajókeresztúri elágazás                          | 7.8 km  | 3707, 3754, 3757, 3760, 3761, 3763, 3764, 3765, 3770, 3772, 3773, 3775, 3776, 3777, 3797 |
| 8                                   | Sajóbábonyi elágazás                             | 9.4 km  | 3704, 3707, 3708, 3709, 3711, 3754, 3757, 3760, 3761, 3763, 3764, 3765, 3770, 3772, 3773, 3774, 3775, 3776, 3777, 3793, 3795, 3797 |
| 9                                   | Sajóecseg, vasútállomás bejárati út              | 10.2 km | 3772, 3776, 3777, 3795, 3797 személyvonat – Sajóecseg [92/94.] |
| 10                                  | Sajóecseg, községháza                            | 11.1 km | 3772, 3776, 3777, 3795, 3797 |
| 11                                  | Sajóecseg, vízmű                                 | 11.7 km | 3772, 3776, 3777, 3795 |
| 12                                  | Boldva, vízmű                                    | 13.6 km | 3772, 3776, 3777, 3795 |
| 13                                  | Boldva, templom (↓) Boldva, iskola (↑)           | 14.2 km | 3705, 3772, 3776, 3777, 3795, 3798 |
| 14                                  | Boldva, községháza                               | 14.8 km | 3772, 3776, 3795, 3798 |
| 15                                  | Boldva, vasúti megállóhely bejárati út           | 15.3 km | 3772, 3776, 3795, 3798 személyvonat – Boldva [94.] |
| 16                                  | Boldva, kővágó                                   | 16.0 km | 3772, 3776, 3795, 3798 |
| 17                                  | Zilizi elágazás                                  | 18.1 km | 3772, 3776, 3795, 3798, 4044 |
| 18                                  | Borsodszirák, Állomás út                         | 19.7 km | 3772, 3776, 3795, 4044 |
| 19                                  | Borsodszirák, kultúrház                          | 20.7 km | 3772, 3776, 3795, 4044 |
| 20                                  | Borsodszirák, Rákóczi utca 52.                   | 21.2 km | 3772, 3776, 3795, 4044 |
| 21                                  | Edelény (Finke), mezőgazdasági telep             | 22.4 km | 3772, 3776, 3795, 4044 |
| 22                                  | Edelény alsó vasúti megállóhely bejárati út      | 23.0 km | 3772, 3776, 3795, 4041, 4044, 4094 személyvonat – Edelény alsó [94.] |
| 23                                  | Edelény (Finke), bolt                            | 23.7 km | 3772, 3776, 3795, 4041, 4044, 4094 |
| 24                                  | Edelény, KIG telep                               | 24.4 km | 3772, 3776, 3795, 4041, 4044, 4094 |
| 25                                  | Edelény, autóbusz-állomás                        | 25.2 km | 3704, 3707, 3708, 3709, 3711, 3713, 3772, 3774, 3775, 3776, 3793, 3795, 4040, 4041, 4043, 4044, 4092, 4093, 4094 |
| 26                                  | Edelény, Borsodi utca 70.                        | 26.1 km | 3704, 3707, 3708, 3709, 3775, 3776, 3793, 3795, 4040, 4041, 4043, 4092, 4093, 4094 |
| 27                                  | Edelény, Borsodi iskola                          | 27.0 km | 3704, 3707, 3708, 3709, 3775, 3776, 3793, 3795, 4041, 4043, 4092, 4093, 4094 |
| 28                                  | Szendrőlád vasúti megállóhely bejárati út        | 30.4 km | 3704, 3707, 3708, 3709, 3775, 3793, 4041, 4093 személyvonat – Szendrőlád [94.] |
| 29                                  | Szendrőlád, sportpálya                           | 31.4 km | 3704, 3707, 3708, 3709, 3775, 3793, 4041, 4093 |
| 30                                  | Szendrőlád, községháza                           | 32.1 km | 3704, 3707, 3708, 3709, 3775, 3793, 4041, 4093 |
| 31                                  | Szendrőlád, autóbusz-forduló                     | 32.8 km | 3704, 3707, 3708, 3709, 3775, 3793, 4041, 4093 |
| 32                                  | Büdöskútpuszta                                   | 36.0 km | 3704, 3707, 3708, 3709, 3775, 3793, 4041, 4093 személyvonat – Büdöskútpuszta [94.] |
| 33                                  | Szendrő, vásártér                                | 38.8 km | 3704, 3707, 3708, 3709, 3775, 3793, 4041, 4093 |
| 34                                  | Szendrő, galvácsi elágazás                       | 39.7 km | 3704, 3707, 3708, 3709, 3775, 3793, 4041, 4081, 4082, 4083, 4084, 4092, 4093, 4120 |
| 35                                  | Szendrő, Fő tér                                  | 40.1 km | 3704, 3707, 3708, 3709, 3775, 3793, 4041, 4081, 4082, 4083, 4084, 4092, 4093, 4120 |
| ∫                                   | Csehipuszta                                      | ∫       | 3704, 3707, 3708, 3709, 3775, 4041, 4081, 4082, 4083, 4084 |
| 36                                  | Szalonna, bolt vonalközi végállomás              | 45.4 km | 3704, 3707, 3708, 3709, 3775, 4041, 4081, 4082, 4083, 4084, 4121 |
| 37                                  | Szalonna, Kossuth utca 57.                       | 46.3 km | 3704, 3707, 3709, 4081, 4082, 4084, 4121 |
| 38                                  | Perkupa, községháza                              | 50.3 km | 3704, 3707, 4081, 4084, 4108, 4123, 4132 személyvonat – Perkupa [94.] |
| 39                                  | Jósvafő-Aggtelek vasútállomás                    | 52.5 km | 3704, 3707, 4081, 4125, 4136 személyvonat – Jósvafő-Aggtelek [94.] |
| 40                                  | Szögligeti elágazás                              | 53.6 km | 3704, 3707, 4081, 4125, 4136 |
| 41                                  | Bódvarákói elágazás                              | 57.9 km | 3707, 4124, 4136 |
| 42                                  | Bódvaszilas, élelmiszerbolt vonalközi végállomás | 59.3 km | 3707, 4124, 4136 |
| Munkanapokon 1 alkalommal érintett. |                                                  |         | |
| ∫                                   | Bódvaszilas, vasútállomás vonalközi végállomás   | ∫       | 3707, 4124, 4136 személyvonat – Bódvaszilas [94.] |